# Bristol Type 84 Bloodhound
Il Bristol Bloodhound, indicato dall'azienda anche come Type 84, fu un caccia-ricognitore monomotore, biposto e biplano, sviluppato dall'azienda aeronautica britannica Bristol Aeroplane Company negli anni venti del XX secolo e rimasto allo stadio di prototipo.

## Storia del progetto
Dopo il fallimento della versione biposto del Bristol Bullfinch, continuò a sentirsi l'esigenza di un nuovo modello destinato a sostituire il Bristol F.2 Fighter nei reparti della Royal Air Force (RAF). A questo proposito, nel 1922, l'Air Ministry britannico emise una nuova specifica, indicata come 3/22, relativa alla fornitura di un caccia biposto equipaggiato con un motore aeronautico dotato di dispositivo di sovralimentazione. Per rispondere a tale requisito Wilfred Thomas Reid, il direttore dell'ufficio tecnico della Bristol che ottenne l'incarico sostituendo Frank Barnwell dopo la sua decisione di spostarsi in Australia, elaborò il progetto del Bristol Type 84 Bloodhound che l'azienda britannica decise di concretizzare in un prototipo su sua iniziativa personale.
Il progetto era caratterizzato da velatura biplana con piani alari a freccia, equipaggiato con un motore radiale Bristol Jupiter IV raffreddato ad aria. Il prototipo venne portato in volo per la prima volta nel maggio 1923. Quando poi Barnwell ritornò dall'Australia e riprese il posto di ingegnere capo, curò una revisione del progetto iniziale ridisegnando la fusoliera, allungandola, e le ali. L'Air Ministry, che nel frattempo aveva emesso la specifica 22/22 modificando gli iniziali parametri tecnici, emise quindi un ordine di fornitura per tre unità, esemplari che vennero costruiti con diversi approcci tecnologici, uno interamente in metallo e gli altri due con le sole ali in legno, il primo dei quali volò il 4 febbraio 1925.
Le prove di valutazione, eseguite dal personale dell'Aeroplane and Armament Experimental Establishment alla base RAF Martlesham Heath e all'aeroporto di Farnborough, rivelarono che le caratteristiche del modello non erano adeguate a sostituire nel ruolo l'F.2, esito peraltro con cui si conclusero anche quelle dei concorrenti Hawker Duiker, Armstrong Whitworth Wolf e de Havilland DH.42 Dormouse.
Il primo prototipo venne in seguito equipaggiato con una nuova versione del motore, lo Jupiter V, ricevendo il certificato di tipo civile prima di essere utilizzato nell'edizione 1925 della King's Cup Race. Più tardi il velivolo venne motorizzato con lo Jupiter VI e dotato di serbatoi di combustibile maggiorati per consentirgli voli a lungo raggio allo scopo di utilizzarlo come banco di prova volante, dimostrando l'affidabilità del motore alla compagnia aerea Imperial Airways prima del suo smantellamento avvenuto nel 1931.

## Utilizzatori

### Civili
Regno Unito
- Bristol Aeroplane Company

### Militari
Regno Unito
- Royal Air Force